# Озёрное (метеорит)
Озёрное — метеорит-хондрит весом 3660 грамм. Найден в августе 1983 года в районе фермы Озёрное совхоза «Зауральский» Альменевского района Курганской области пастухом Н. Л. Хисматуллиным.
Хранится в Метеоритной коллекции РАН. Главная масса в Институте геологии и геохимии им. А. Н. Заварицкого (Екатеринбург).

## История
Метеорит найден в августе 1983 года пастухом Озёрного отделения совхоза «Зауральский» Альменевского района Курганской области Николаем Лутфуллиновичем Хисматуллиным на выгоне вблизи фермы (севернее 4 км деревни Озёрное Зауральского молочного совхоза Юламановского сельсовета Альменевского района). Прочитав заметку о находке нового метеорита «Мокроусово», опубликованную Логиновым В.Н. 3 ноября 1983 года в газете «Советское Зауралье», Хисматуллин Н.Л. выслал в адрес Уральской комиссии по метеоритам в письме несколько крупинок образца. После исследования и обнаружения признаков метеорита на место находки был командирован В.Н. Логинов, который доставил метеорит в Свердловск. Обследование выгонов, пашен и перелесков в районе находки результатов никаких не дало. Опрос местных жителей не дал сведений о времени падения метеорита. 
Метеорит Озерное имеет размер 105х95х90 мм и по форме представляет собой угловую часть небольшого плитообразного тела со сглаженными ребрами. Отмечается наличие трех типов поверхностей:
1. две поверхности наиболее древние со сглаженными ребрами и корой плавления;
2. одна поверхность с налетами гетита с менее сглаженными ребрами;
3. наиболее свежие поверхности без следов заметного окисления.

К январю 1985 года метеорит был предварительно исследован председателем Уральской комиссии по метеоритам, членом-корреспондентом АН СССР А.М. Дымкиным и классифицирован им как оливиново-гиперстеновый хондрит L6. 
21 ноября 1987 г. Н.Л. Хисматуллин, нашедший в 1983 г. первый экземпляр метеорита, прислал в КМЕТ письмо с сообщением, что он обнаружил в окрестностях деревни Озёрное еще один камень, напоминающий метеорит, «весом больше 10 кг».
В 2007 году стало известно о существовании экземпляра массой 22,4 кг, который впоследствии был приобретен у владельца коллекционером метеоритов С.П. Васильевым (Прага) и с разрешения Министерства культуры Российской Федерации вывезен им за рубеж. Приобретенный С.П. Васильевым экземпляр весит 21,9 кг (то есть небольшая часть вещества метеорита осталась у владельца), имеет размеры 32х22х16 см и плитообразно-призматическую форму. Основания призмы почти параллельны и имеют вид неравносторонних треугольников со скругленными углами. Возможно, первоначально метеорит имел форму, близкую к параллелепипеду, а при дроблении в атмосфере потерял две угловых части, что соответствует описанию экземпляра, найденного в 1983 году.